# دائرة بزو
دائرة بزو هي إحدى دوائر إقليم أزيلال، التابع لجهة بني ملال خنيفرة، المملكة المغربية. تضم الدائرة 10 جماعات قروية، وبلغ عدد سكانها 91608 فرداً سنة 2004 حسب الإحصاء الرسمي للسكان والسكنى. يتبع للدائرة 38 مشيخة و181 دوار.

## التقسيمات الإداريّة
تعتبر دائرة بزو إحدى الدوائر المشكّلة لإقليم أزيلال، وهو التقسيم الإداري من المستوى الرابع المعتمد في المغرب. ينقسم إقليم أزيلال إلى 42 جماعات قروية تختلف من حيث السكان والمساحة، والتي بدورها تنقسم إلى مشيخات تضم عدداً من الدواوير.